# Vườn quốc gia Zion

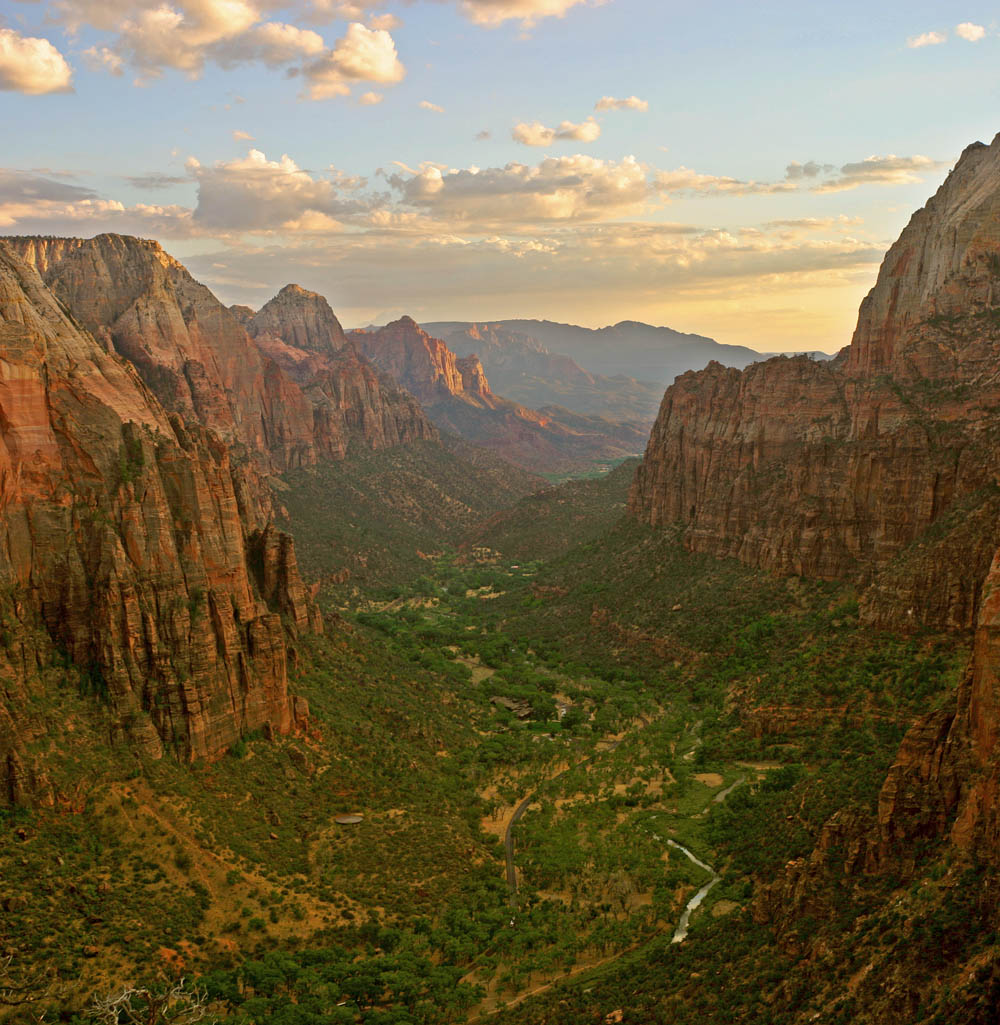
Hẻm núi Zion nhìn từ đỉnh khối đá Angels Landing lúc hoàng hôn.

Vườn quốc gia Zion là một vườn quốc gia nằm gần Springdale, tiểu bang Utah, Tây Nam Hoa Kỳ. Vườn quốc gia có diện tích 229 dặm vuông Anh (590 km2) và có tính năng nổi bật là hẻm núi Zion, đó là hẻm núi dài 15 dặm (24 km) và sâu tới 800 mét, bị xói mòn và cắt giảm thông qua sa thạch Navajo đỏ và nâu bởi nhánh phía bắc của sông Virgin. Độ cao thấp nhất tại vườn quốc gia là 3.666 ft (1.117 m) ở Coalpits Wash và cao nhất là 8.726 ft (2.660 m) tại dãy núi Horse Ranch. Nằm ở ngã ba của cao nguyên Colorado, Bồn Địa Lớn, và Hoang mạc Mojave, khiến vườn quốc gia có vị trí địa lý độc đáo và sự đa dạng của môi trường tự nhiên cho phép nhiều loài thực vật dị thường phát triển và sự đa dạng các loài động vật. Vườn quốc gia có rất nhiều loài thực vật cũng như 289 loài chim, 75 loài thú (trong đó có 19 loài dơi), 32 loài bò sát sống ở 4 khu vực sinh thái là sa mạc, ven sông, rừng gỗ và rừng lá kim. Vườn quốc gia Zion bao gồm các đỉnh núi, hẻm núi, mô đất sa thạch lớn, đồi núi đỉnh bằng, khối đá, sông, khe núi, và những mái vòm tự nhiên.
Con người sinh sống trong khu vực của vườn quốc gia ngày nay từ cách đây 8.000 năm với các nhóm gia đình nhỏ người Mỹ bản địa; người bán du mục Anasazi của văn hóa Basketmaker (năm 300) xuất phát từ một trong các nhóm gia đình này. Ngược lại, văn hóa Virgin Anasazi (năm 500) phát triển và định cư thành cộng đồng lâu dài. Một nhóm khác của văn hóa Fremont, sống tốt ở khu vực này khi họ săn bắt hái lượm và trồng trọt các loại rau củ quả. Cả hai nhóm văn hóa này đã rời đi vào khoảng những năm 1300 và được thay thế bởi Parrusits và những người Nam Paiute. Những người Mormons đến khu vực này vào năm 1858 và định cư ở đó trong những năm dầu 1860. Năm 1909, Tổng thống Mỹ William Howard Taft đã hình thành một Tượng đài Quốc gia để bảo vệ các hẻm núi, dưới tên gọi Tượng đài Quốc gia Mukuntuweap. Tuy nhiên vào năm 1918, dưới thời của tổng thống Woodrow Wilson thì việc hình thành một vườn quốc gia mới được tiến hành và sẽ đổi tên là Zion. Theo sử gia Hal Rothman cho rằng, sự thay đổi tên để thích ứng với thời gian, Nhiều người tin rằng tên tiếng Tây Ban Nha và Indian sẽ không hấp dẫn du khách, nếu họ không thể phát âm tên của một địa danh, có thể họ sẽ không bận tâm để đến đây. Tên mới Zion, có sức hấp dẫn lớn với họ hơn. Quốc hội Hoa Kỳ thành lập Tượng đài quốc gia như là một vườn quốc gia vào ngày 19 tháng 11 năm 1919, riêng phần Hẻm núi Kolob được tuyên bố như là một Tượng đài Quốc gia Zion vào năm 1937, nhưng sau đó đã được sáp nhập vào vườn quốc gia Zion vào năm 1956.
Địa chất của Khu vực Hẻm núi Zion và Kolob bao gồm 9 hệ tầng có niên đại 150 triệu năm chủ yếu là do lắng đọng trầm tích Đại Trung sinh. Vào các khoảng thời gian khác nhau trong thời kỳ đó, khu vực này là biển cạn với khí hậu ấm áp, có suối, ao, hồ, sa mạc rộng lớn, và môi trường khô bao phủ. Kết hợp với sự nâng lên của cao nguyên Colorado tại khu vực ở độ cao 10.000 ft (3.000 m) bắt đầu từ khoảng 13 triệu năm trước.